# Ain't I a Woman? (livro)
Ain't I a Woman? Black Women and Feminism é um livro de 1981 de bell hooks. O título é uma referência ao discurso "Ain't I a Woman?" de Sojourner Truth.
A autora examina o efeito do racismo e do sexismo nas mulheres negras, no movimento pelos direitos civis e nos movimentos feministas desde o início do sufrágio feminino até a década de 1970. Ela argumenta que a convergência de sexismo e racismo durante a escravidão contribuiu para que as mulheres negras tivessem o status mais baixo e as piores condições de qualquer grupo da sociedade estadunidense. As abolicionistas e sufragistas brancas geralmente ficavam mais à vontade com os abolicionistas negros, como Frederick Douglass, enquanto as mulheres negras eram mal recebidas, num contexto em que se mantinham estereótipos que as associavam à promiscuidade e imoralidade.
Além disso, ela argumenta que os estereótipos estabelecidos durante a escravidão ainda afetam as mulheres negras hoje. Ela argumentou que a escravidão permitia à sociedade branca estereotipar as mulheres brancas como a deusa virgem pura e mover as mulheres negras para o estereótipo de prostituta sedutora, anteriormente colado a todas as mulheres, o que justificava a desvalorização da feminilidade negra e o estupro de mulheres negras. O trabalho que as mulheres negras foram forçadas a realizar, na escravidão ou locais de trabalho discriminatório, foi usado contra as mulheres negras como prova de seu comportamento inadequado. Hooks argumenta que o nacionalismo negro foi em grande parte um movimento patriarcal e misógino, buscando superar as divisões raciais fortalecendo as sexistas, e que prontamente se apegou à ideia da matriarca negra  proposta por Daniel Patrick Moynihan, cujas teorias bell hooks frequentemente critica.

## Recepção
Desde a sua publicação, Ain't I a Woman foi aclamado pela crítica como inovador no estudo da teoria feminista por discutir a correlação entre a história de opressão que as mulheres negras enfrentaram nos Estados Unidos e seus efeitos prolongados na sociedade estadunidense moderna. Ain't I a Woman é elogiado por abordar a interseção de raça e gênero que marginaliza as mulheres negras. A escrita de hooks também abriu as portas para outras mulheres negras escreverem e teorizarem sobre tópicos semelhantes.
O trabalho gerou algumas críticas por supostamente ser "a-histórico, não acadêmico (houve muitas reclamações sobre a ausência de notas de rodapé) e homofóbico". A autora não fornece uma bibliografia para nenhum de seus trabalhos, tornando difícil encontrar as informações de publicação para as obras listadas na seção "notas" de seu trabalho. Em "Theory as Liberatory Practice", hooks explica que sua falta de formato acadêmico convencional foi "motivada pelo desejo de ser inclusiva, de alcançar o maior número possível de leitores em tantos locais diferentes quanto possível".